# 切爾沃涅帕魯季涅
46°44′20″N 31°49′22″E / 46.73889°N 31.82278°E
切爾沃涅帕魯季涅（烏克蘭語：Червоне Парутине），是烏克蘭南部的村莊，隸屬尼古拉耶夫州的尼古拉耶夫區。該村面積0.4平方公里，海拔高度41米，2001年人口273，人口密度每平方公里682.5人。